# Grabów nad Pilicą (gmina)
Grabów nad Pilicą – gmina wiejska położona w powiecie kozienickim w województwie mazowieckim od 1999 (do 1998 w województwie radomskim, a do 1975 w województwie kieleckim.
Teren walk w 1863, 1914, 1939, 1944, 1945 roku.
Siedzibą gminy jest Grabów nad Pilicą (dawniej Boże).
W marcu 2022 roku mieszkaniec gminy, pochodzący z Utnik profesor Łukasz Karol Uliasz, wydał publikację naukową pod redakcją prof. dr. hab. Mirosława Krajewskiego pt. Dzieje Grabowa i gminy Grabów nad Pilicą, opisującą dzieje tejże gminy i parafii.

## Struktura powierzchni
Według danych z roku 2002 gmina Grabów nad Pilicą ma obszar ok. 125 km², w tym:
- użytki rolne: 51%
- użytki leśne: 49%

## Demografia

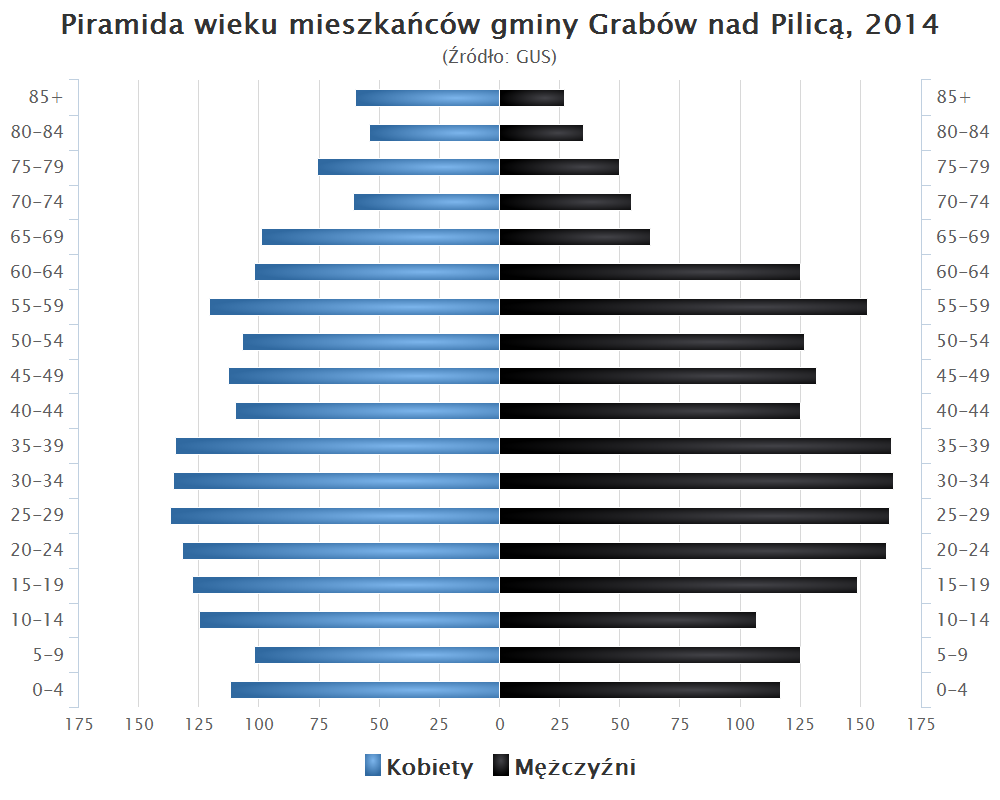
Piramida wieku mieszkańców gminy Grabów nad Pilicą w 2014 roku

## Sołectwa
Augustów, Broncin, Brzozówka, Budy Augustowskie, Celinów, Cychrowska Wola, Czerwonka (Czerwonka i Grabów Zaleśny), Dąbrówki, Dziecinów, Edwardów, Grabina, Grabowska Wola, Grabów nad Pilicą, Grabów Nowy, Koziołek, Lipinki, Łękawica, Nowa Wola, Paprotnia, Strzyżyna, Tomczyn, Utniki, Wyborów, Zakrzew, Zwierzyniec

## Sąsiednie gminy
Magnuszew, Głowaczów, Stromiec, Warka